# Médersa de Sidi Yahia (Tunis)

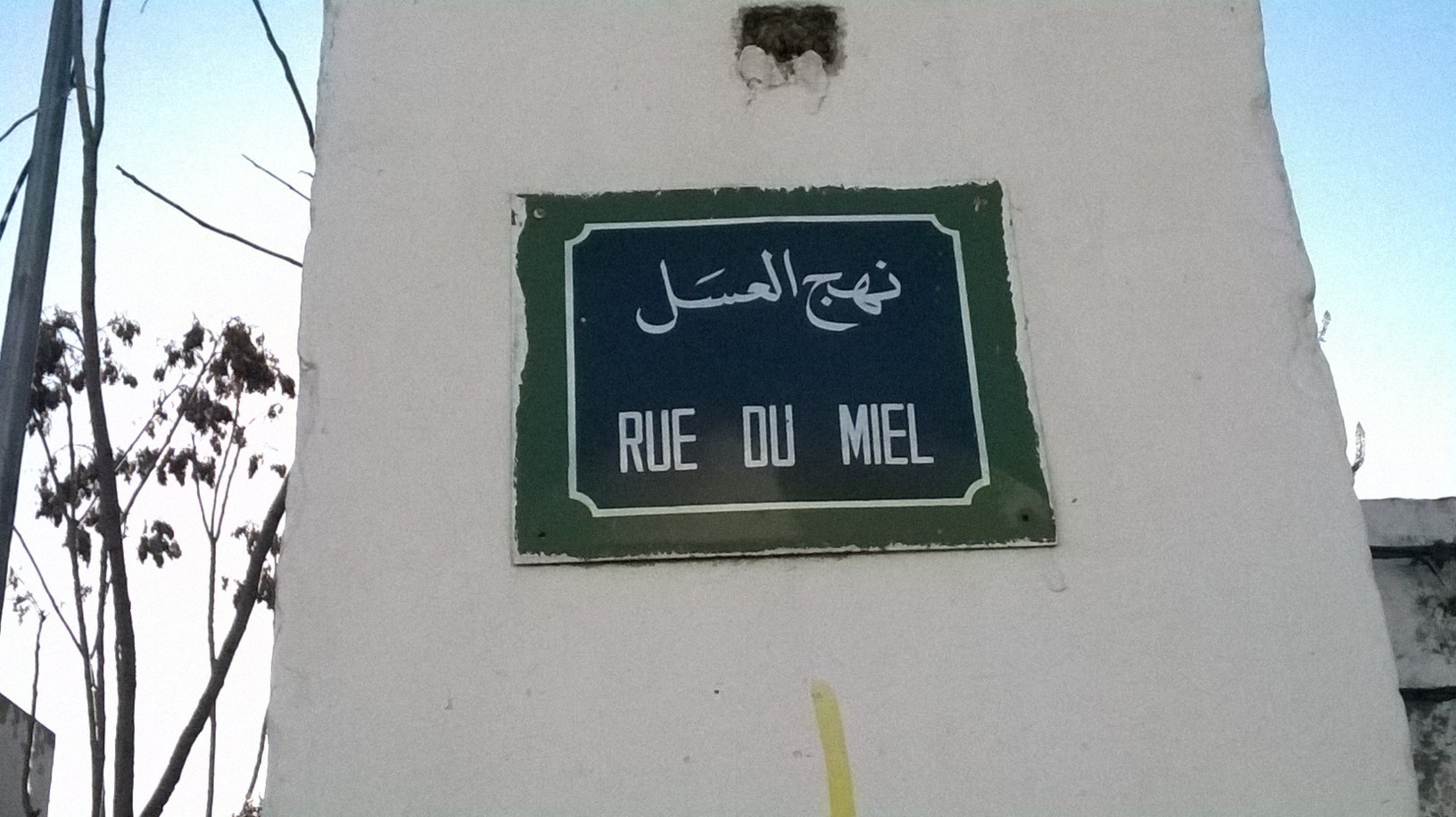
Plaque métallique indiquant la rue du Miel

La médersa de Sidi Yahia (arabe : مدرسة سيدي يحيى) est l'une des médersas de Tunis, située sur la rue du Miel dans le quartier de Bab Laassal.
Bâtie avec une mosquée, celle d'El Borj, par un saint homme, Yahia El Slimani El Yamani, au XIVe siècle (VIIIe siècle de l'hégire), elle devient un bien habous dont la gestion est accordée à ses descendants.

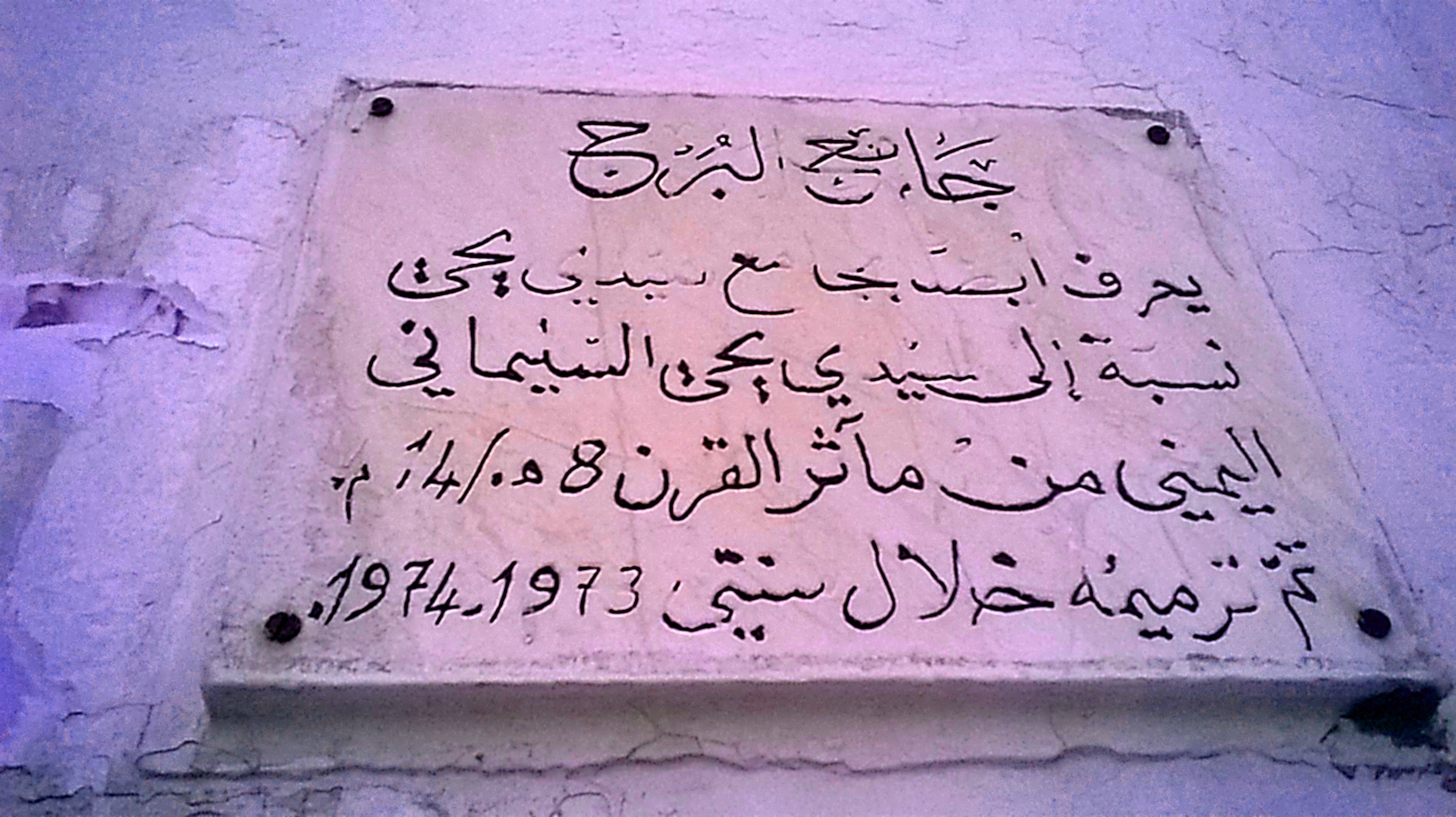
Plaque commémorative de la mosquée El Borj ou de Sidi Yahia
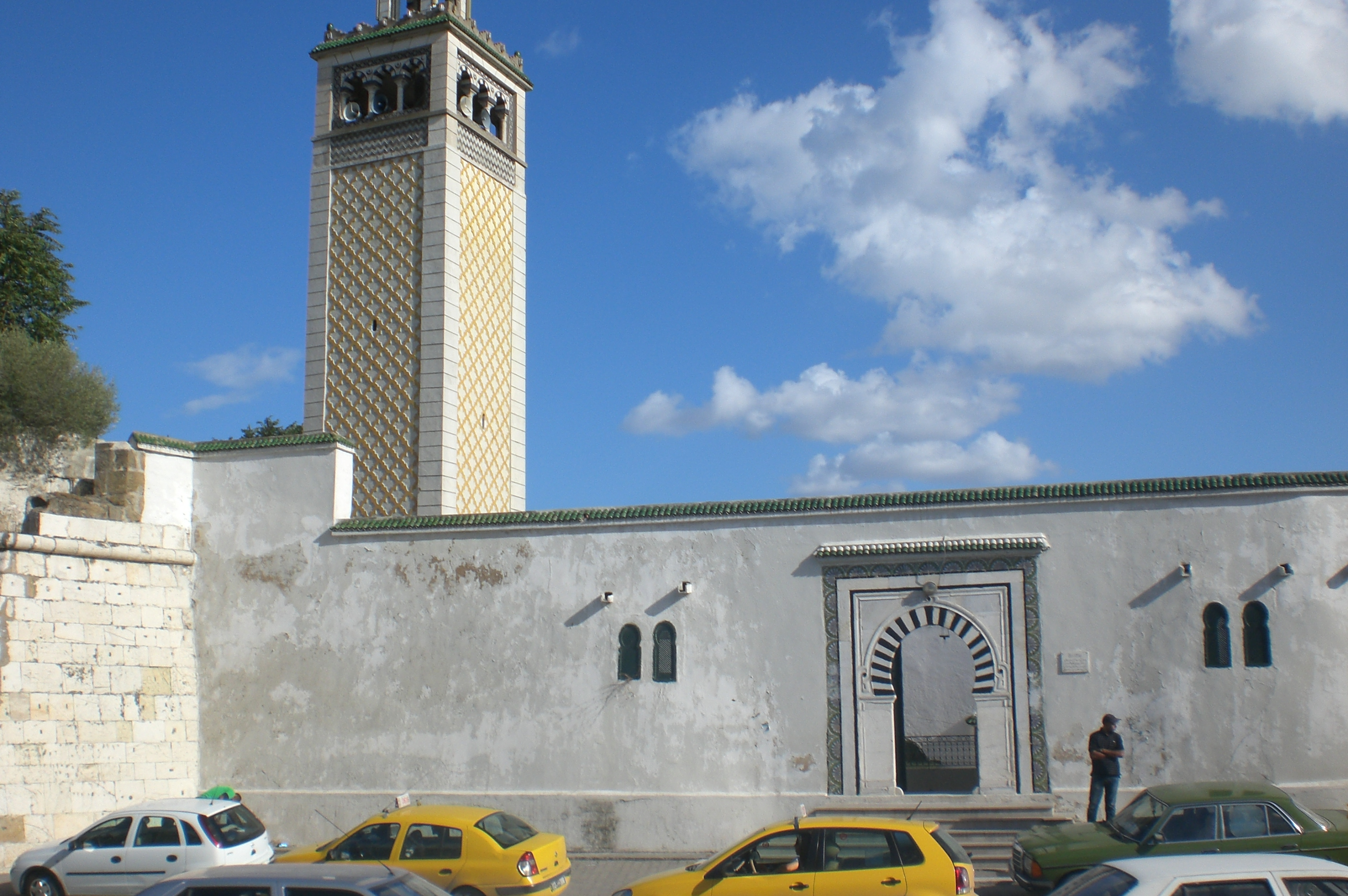
Vue de la mosquée